# Saint-Ouen-de-Mimbré
Saint-Ouen-de-Mimbré – miejscowość i gmina we Francji, w regionie Kraj Loary, w departamencie Sarthe.
Według danych na rok 1990 gminę zamieszkiwało 741 osób, a gęstość zaludnienia wynosiła 70 osób/km² (wśród 1504 gmin Kraju Loary Saint-Ouen-de-Mimbré plasuje się na 702. miejscu pod względem liczby ludności, natomiast pod względem powierzchni na miejscu 982.).